# Robijn Hornstra
Robijn Hornstra (Bakhuizen, 26 januari 1898 – Utrecht, 1 december 1973) was een Nederlands medicus. Hij was de eerste gewoon hoogleraar Sociale Geneeskunde aan de Rijksuniversiteit Utrecht.

## Biografie
Hornstra werd geboren in Bakhuizen als zoon van Jan Hornstra en Trientje de Jong. Hij studeerde geneeskunde aan de Rijksuniversiteit Groningen. Na zijn studie was hij gedurende vijftien jaar huisarts in Nijeveen. Van 1939 tot en met 1950 was hij directeur van de Stichting Gelderland voor maatschappelijk werk.
In 1950 werd Hornstra aan de Universiteit Utrecht benoemd tot de eerste gewoon hoogleraar Sociale Geneeskunde. Daarnaast had hij diverse nevenfuncties in organisaties en instellingen op het gebied van revalidatie, bejaardenhuisvesting, hartziekten en diverse andere ziekten. Ook was hij voorzitter van het Nederlands comité voor kinderpostzegels.
In 1967 voorspelde Hornstra een huisartsenoverschot in 1972. Hij pleitte daarom voor een beperking van de studentenaantallen en de invoering van een numerus clausus. In antwoord op Kamervragen gaf minister Veringa aan het niet eens te zijn met de conclusies van Hornstra.
Hornstra ging in 1968 met emeritaat. Bij zijn afscheid werd hem een feestbundel aangeboden, onder redactie van zijn voormalige promovendus Jan van Es. Hij overleed op 1 december 1973 in Utrecht.

## Publicaties (selectie)
- Hornstra, R., (1951). Problemen der sociale geneeskunde (oratie). Van Stockum.
- Hornstra, R. (1953). De verzorging van geestelijk gestoorde ouden van dagen. Antonia Wilhelmina Fonds.
- Hornstra, R. (1955). De kunst van oud worden én gezond blijven: populair-medische beschouwingen over de problematiek van de oude dag. Van Gorcum.
- Hornstra, R.K., & Wilkinson, C.B. (1966). Responses of Patients to Termination of Treatment in an After-Care Clinic. Archives of General Psychiatry, 14(6), 644–650. https://doi.org/10.1001/archpsyc.1966.01730120084011
- Hornstra, R. (1968). Maatschappelijke gezondheidszorg in perspectief : essays, aangeboden aan prof. R. Hornstra, t.g.v. zijn afscheid als hoogleraar in de sociale geneeskunde aan de Rijksuniversiteit te Utrecht (J.C. v. Es, Ed.). Van Gorcum & Comp. - H.J. Prakke & H.M.G. Prakke.

## Onderscheidingen
- Ridder in de Orde van Oranje-Nassau, 1938[11][12]
- Officier in de Orde van Oranje-Nassau, 1950[13]
- Lid van verdienste van het Nederlands Huisartsen Genootschap[1]

- Nederlandse Thesaurus van Auteursnamen: 241456541
- Virtual International Authority File: 291786614
- WorldCat: E39PBJr3yY9pYYBMVgrrhHKcfq